# X.500
X.500은 전자 디렉터리 서비스를 전달하는 일련의 컴퓨터 네트워크 표준이다. X.500 시리즈는 ITU-T가 개발하였고 보통 CCITT로 알려져 있다. 디렉터리 서비스는 X.400 전자 메일 교환과 이름 검색을 지원하기 위해 개발되었다.
ISO는 오픈 시스템즈 인터커넥션 프로토콜 제품군으로 통합되면서, 이러한 표준들을 개발하는 동안의 파트너이기도 했다. ISO/IEC 9594는 ISO 인증과 일치한다.

## X.500 프로토콜
X.500이 정의한 프로토콜은 다음과 같다:
- DAP
- DSP
- DISP
- DOP

.

## X.500 시리즈 표준 목록
| ITU-T 숫자 | ISO/IEC 숫자    | 표준 이름                                         |
| ---------- | --------------- | ------------------------------------------------- |
| X.500      | ISO/IEC 9594-1  | 디렉터리: 개념, 모델, 서비스의 간추림             |
| X.501      | ISO/IEC 9594-2  | 디렉터리: 모델                                    |
| X.509      | ISO/IEC 9594-8  | 디렉터리: 인증 프레임워크                         |
| X.512      | ISO/IEC 9594-3  | 디렉터리: 추상 서비스 정의                        |
| X.518      | ISO/IEC 9594-4  | 디렉터리: 분배 운영을 위한 과정                   |
| X.519      | ISO/IEC 9594-5  | 디렉터리: 프로토콜 규정                           |
| X.520      | ISO/IEC 9594-6  | 디렉터리: 선택된 특성 종류                        |
| X.521      | ISO/IEC 9594-7  | 디렉터리: 선택된 객체 계열                        |
| X.525      | ISO/IEC 9594-9  | 디렉터리: 되풀이                                  |
| X.530      | ISO/IEC 9594-10 | 디렉터리: 디렉터리의 관리를 위한 시스템 관리 사용 |